# ハカス共和国

ハカス共和国
Хакасия Республиказы

Республика Хакасия

ハカス共和国（ハカスきょうわこく、ハカス語：Хакасия Республиказы、ロシア語: Республика Хакасия）は、アジア中央部に位置するロシア連邦領内の共和国。

## 概要
- 国土面積 - 61,900km²
- 首都 - アバカン（18万1709人）
- 管区 - シベリア連邦管区
- 総人口 - 53万7668人[1]
- 境内にヒマラヤスギ属とモミ属の混合林のタイガに覆われる山地が多く、一部にカラマツ属とカバノキ属も生える。2017年に2,029,000 haはユネスコの生物圏保護区に指定された[2]。
- 西側はクラスノヤルスク地方に面しており、南側はトゥヴァ共和国とアルタイ地方に面している。

## 標準時
この地域は、クラスノヤルスク時間帯の標準時を使用している。時差はUTC+7時間で、夏時間はない。（2011年3月までは標準時がUTC+7で夏時間がUTC+8、同年3月から2014年10月までは通年UTC+8であった。）

## 歴史
ハカス人はテュルク系のハカス語を話す民族で、キルギス人と近縁関係にある（キルギス人が南西に移住したときに、この地に残ったのがハカス人だとも考えられている）。伝統的に彼らはエニセイ川中流域に住む遊牧民族であった。
時代の趨勢に応じ、時の大国であるテュルク（突厥）、ウイグル（回鶻）、モンゴル帝国に服属した。
そして17世紀にロシアに征服された。
ロシア政府によって強制的に正教に改宗させられた。1930年10月10日にハカス自治州が設置され、1991年に自治州から共和国になった。
2015年2月には国歌を制定した。

## 産業
小麦・とうもろこし栽培、畜産、石炭・鉄鉱・貴金属の鉱業、木材工業

## 資源

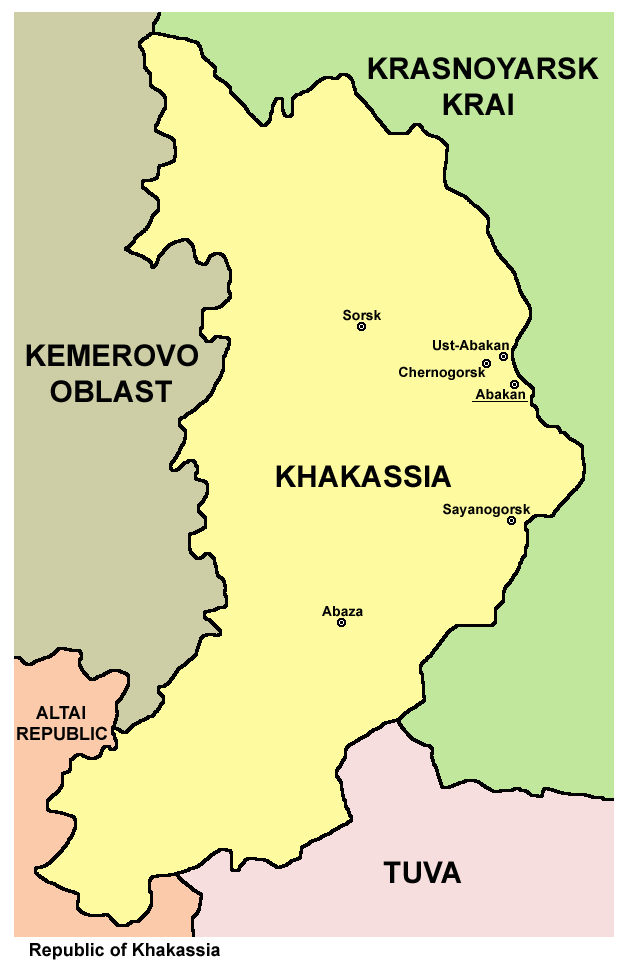

石炭、鉄鉱、非鉄金属、希金属（銅、モリブデン、鉛、金など）、石膏、建築材料

## 行政地区
ハカス共和国は、共和国直轄市5都市及び8地区から成る。
- 直轄市
  - アバカン
  - アバザ
  - チェルノゴルスク
  - サヤノゴルスク
  - ソルスク
- 地区
  - オルジョニキーゼ地区
  - シラ地区
  - ボグラード地区
  - ウスチ＝アバカン地区
  - アスキズ地区
  - アルタイ地区
  - ベヤ地区
  - タシトゥイプ地区

## 住民
2010年の国勢調査では、ロシア人81.7%、ハカス人12.1%、民族ドイツ人（ヴォルガ・ドイツ人）1.1%、ウクライナ人1%、タタール人0.6%、その他0.5%。
ルイコフ一家はアバカン山脈で生活していた。